# Германско-польские отношения
Германско-польские отношения — двусторонние дипломатические отношения между Германией и Польшей, а также их историческими предшественниками. Имеют давнюю и сложную историю.
Ещё в X веке Польское Королевство династии Пястов, основанное князем Мешко I, имела мало близкие отношения со Священной Римской империей, которые были, однако, омрачены многовековыми польско-тевтонскими войнами, которые привели к превращению Герцогства Пруссии в феодальное владение Польского Королевства. Пруссия сохранила определённый уровень автономии под властью Польши. Позже Королевство Пруссия восстало и приняло участие в разделах Польши.
В 1918 году Польша восстановила свою государственную независимость. После Первой мировой войны, по Версальскому договору Германию лишили территории Западной Пруссии, Восточной Верхней Силезии, Данцига и эти земли были переданы Польше. Веймарская республика считала этот поступок большой несправедливостью. В 1939 году Третий рейх напал на Польшу, что и послужило началом Второй мировой войны, самого кровопролитного конфликта в истории. После захвата Польши, нацистская Германия начала создавать концентрационные лагеря в оккупированной Польше, крупнейший из которых располагался в Освенциме. После окончания Второй мировой войны, Германия утратила свои бывшие восточные территории, фактически отчуждённые в пользу Польши и Советского Союза. В 1945—1950 гг. состоялась серия крупных переселений, когда 16 миллионов этнических немцев были вынуждены покинуть свои дома и переселиться в послевоенную Германию. Это было самое масштабное вынужденное переселение людей за всю историю.
Во время Холодной войны произошло улучшение отношений между коммунистическими странами Польской Народной Республикой и Германской Демократической Республикой. Отношения между Польшей и Федеративной Республикой Германией оставались плохими, однако они улучшились после того, как канцлер Вилли Брандт создал «Новую восточную политику». В 1990 году Германия была объединена и польско-германским договором была подтверждена граница по линии Одер — Нейсе. Оба государства сейчас являются членами Европейского Союза и партнерами. Протяжённость государственной границы между странами составляет 467 км.

## История
Средневековая легенда о польской принцессе Ванде демонстрирует немецко-польскую вражду. По легенде, принцесса Ванда отказалась вступить в брак с немецким правителем и рыцарем Ритигером. После этого он объявил Польше войну. На войне Ванда убила Родигера своим мечом и утопилась в Висле для того, чтобы освободить Польшу от дальнейшей битвы. По другой версии говорится о том, что немецкий рыцарь победил поляков и хотел жениться на Ванде, чтобы закрепить свои завоевания. По оригинальной хронике Винцента Кадлубека Ванда не совершала самоубийства и прожила долгую жизнь с немецким рыцарем. И только с XIII—XIV веков в Великой хронике Польши оговаривается вариант с совершением самоубийства, ставший популярным в XV веке.

### Средневековье

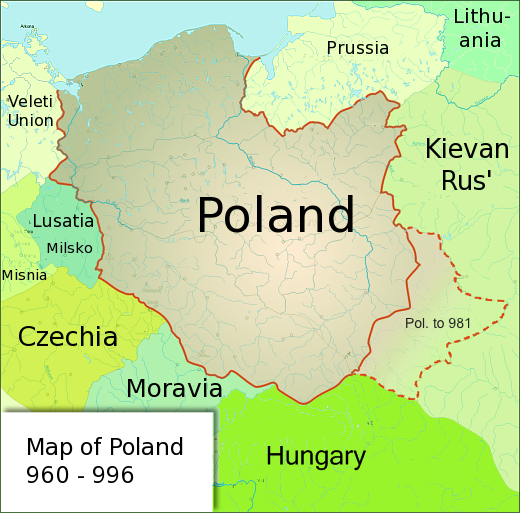
Польша в 996 году

После того как в X веке на территории Восточной Франции из немецких племенных герцогств образовалось Королевство Германия, примерно в 960 году, западнославянские племена полян, возглавляемые князем династии Пястов Мешко I смогли создать суверенное государство вокруг Познани и Гнезно, в области, которая позже получит название Великая Польша. Князь Мешко значительно расширил свои территории, покорив Мазовию в среднем бассейне Вислы, земли Силезии на границе с Богемией и бывшими малопольскими землями вдоль Вислы. Продвигаясь на запад в Померанию и земли полабских славян, в 962/63 гг. впервые встретился с саксонскими силами маркграфа Геро I Железного, правителя Саксонской Восточной марки, что расположена между реками Зале и Бубром и основана в 937 году Оттоном I Великим. Поскольку Мешко I не мог противостоять Геру I Железному, то решил укрепить свое княжество: он скрепил отношения с богемским герцогом Болеславом I Грозным, женившись на его дочери Дубравке и приняв христианство в 966 году. Однако, в следующем году Мешко I снова столкнулся с войсками саксонского ренегата Вихмана Младшего в битве за остров Волин на Балтийском побережье. В 972 году, в битве при Цедини князь также защищал польскую границу вдоль нижнего Одера от войск маркграфа Одо I.
Тем временем, Польше пришлось столкнуться со стремлением Оттона I Великого получить мировую власть, после того как он захватил Королевство Италия и в 982 году Папой Иоанном XII был коронован как император Священной Римской империи. Согласно идее перехода империи, император продолжит традиции Римской и Каролингской империй как защитник Католической Церкви и превзойдет всех светских и церковных правителей. Мешко I стремился улучшить отношения с Оттоном I Великим: он выступил как друг императора в Рейхстаге в Кведлинбурге в 973 и 978 гг. вторично женился с Одой, дочерью Дитриха фон Хальденслебена, маркграфа Северной марки.

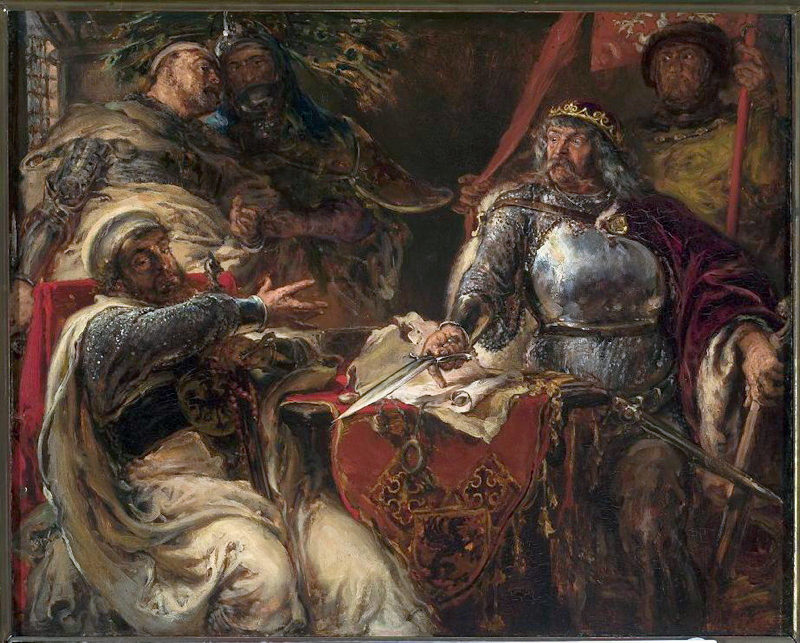
Ян Матейко. «Переговоры Владислава Локетека с Немецким орденом в Бресте-Куявском», 1879 г.

В 984 году сын Мешко I, Болеслав I Храбрый женился на дочери Рикдага, маркграфа Мейсена. Однако в том же году польский правитель, подстрекаемый богемским герцогом Болеславом II Благочестивым, вмешался в конфликт между несовершеннолетним Королём Оттоном III и низложенным герцогом Баварии Генрихом II. Болеслав вовремя перешёл на другую сторону, когда понял, что мать Оттона — Феофано, победит и это повлечёт за собой длительный конфликт с Богемскими герцогами в Силезии и Малой Польши. Мешко несколько раз поддерживал немецкие войска в столкновениях с восставшими племенами лютичив (велетов) и до своей смерти в 992 году оставался верным сторонником императора. Не менее важно, что Мешко успел заключить Дагоме Юдекс (лат. Dagome iudex) — документ, согласно которому он передаёт польское государство под защиту Святого престола.
В течение Средневековья немцы расширяли свои территории в восточном направлении от современной западной и центральной Германии, в малонаселённые регионы на восток от рек Эльба и Зале. Заселенная немцами территория простиралась от Словении и Эстонии до юга Трансильвании. Явление под названием «расселение немцев на восток» (нем. Ostsiedlung) сопровождало территориальное расширение Священной Римской империи и государства Тевтонского ордена. В разные времена, польские правители династии Пястов поощряли немцев селиться на востоке. Возникали этнические конфликты между вновь прибывшими переселенцами и местным населением. В XIII веке Польша страдала от нападений прусских племен. Чтобы противостоять нападениям, Конрад I Мазовецкий нанял армию безработных крестоносцев Тевтонского ордена. После неудачных Прусских крестовых походов, у Тевтонского Ордена возникли конфликты с Польским государством. В результате, Тевтонский орден взял под контроль всё юго-восточное побережье Балтийского моря. Они оставались серьёзной силой в регионе до 1410 года, когда объединенная польско-литовская армия одержала победу над Тевтонским Орденом в битве под Танненбергом.

### Новое время
После того как немецкие земли были втянуты в движение Контрреформации и в Тридцатилетнюю войну в XVI веке, Польша стала оплотом Римско-католической церкви. В 1683 году польская армия под командованием польского короля Яна ІІІ Собеского помогла разгромить османские войска в Венской битве, остановив экспансию Османской империи в Европе и предотвратив крах Священной Римской империи.
Во второй половине XVIII века Речь Посполитая была трижды разделена между Российской империей, Королевством Пруссии и Габсбургским монархией. Разделения произошли в 1772, 1793 и 1795 годах. Следующие 123 года не существовало Польского независимого государства. Возникали различные восстания против разделов Польши, в том числе в Пруссии.

### XX век

#### 1918—1939

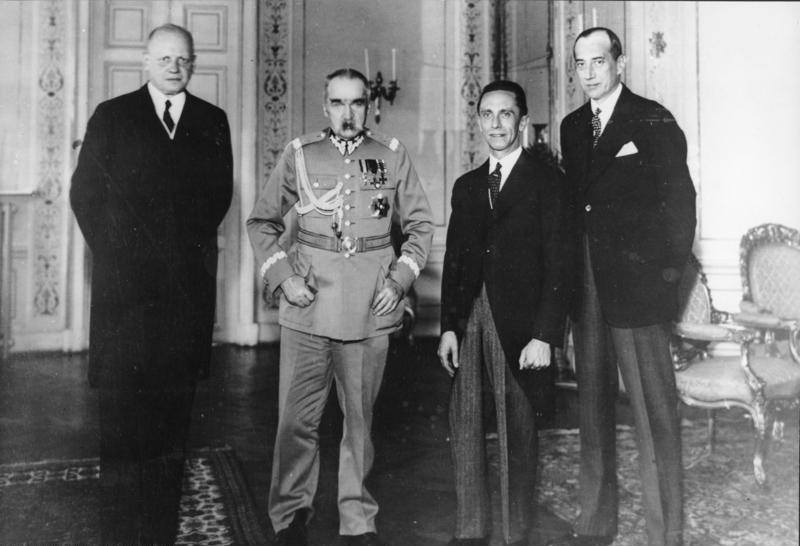
Германский посол Ганс-Адольф фон Мольтке, военный министр Польши Юзеф Пилсудский, германский министр пропаганды Йозеф Геббельс и министр иностранных дел Польши Юзеф Бек на встрече в Варшаве, 1934 г.

После обретения независимости в 1918 году, Польша получила часть немецкой территории, полученные ею после разделов. Большая часть этих территорий была польской в предыдущих веках. Однако в приграничных районах Верхней Силезии и Великой Польши, польские и немецкие националисты боролись за право управлять землями. В конце концов Польша отобрала от Германии почти все провинции Великой Польши и промышленную часть Верхней Силезии. Последствия этих событий с проблемой Польского коридора существенно ухудшали отношения двух стран все 20-е годы XX века.
Однако после своего прихода к власти в начале 1933 года Гитлер пошёл на сближение с Польшей, встретив в этом полную поддержку со стороны Ю. Пилсудского. 26 января 1934 года глава МИД Германии Нейрат и польский посол в Германии Липский подписали Декларацию о неприменении силы между Германией и Польшей, известную также как «Пакт Пилсудского — Гитлера». Этот документ означал изменение расстановки сил в Европе и выход Германии из внешнеполитической изоляции, подрыв влияния Франции в Польше и во всей Восточной Европе, свидетельствовал о ревизии Версальской политический системы. Он стал одним из этапов продвижения ко Второй мировой войне, первой жертвой которой стала сама Польша.
Но недальновидные польские политики, всячески пытались извлечь выгоду из союзнических отношений с Германией. В 1938 году им это удалось. С согласия Германии, Польша воспользовалась итогами Мюнхенской конференции, на которой интересы поляков отстаивал Гитлер и аннексировала у Чехословакии Тешинский район Заользье. А 30 ноября 1938 Польша получила часть словацкого Спиша и Оравы. Ещё до этих событий, 17 марта 1938, основываясь на международном признании аннексии Австрии Третьим рейхом, Угрожая Литве военным вторжением, Польша предъявила ей ультиматум, с требованием установления с ней дипотношений и признания Виленского края.

#### Немецко-польские конференции по школьным учебникам по истории 1937—1938
Состоялись две конференции для обсуждения школьных учебников по истории, используемых в Германии и Польше:
- Варшава, 28-29 августа 1937 г.
- Берлин, 27-29 июня 1938 г.

Польшу на конференции представляли профессора Дабровский, Наврочинский и Ковальский. Немецкими делегатами были Обен, Фитцек и Арнульф Шрёдер.

#### Вторая Мировая война (1939—1945)
В 1939 году нацистская Германия захватила Польшу и поделила страну вместе с Советским Союзом. В 1941 году Гитлер осуществил операцию «Барбаросса» и напал на Советский Союз. На Тегеранской конференции 1943 года Сталин требовал, чтобы граница с послевоенной Германией и Польшей была передвинута на запад ради создания буферной зоны между Советским Союзом и Германией. После поражения Германии в 1945 году, такая политика привела к серии крупных переселений немцев с территорий переданных Польше.

#### Холодная война (1945—1969)
Во время Холодной войны коммунистическая Польша имела хорошие отношения с Германской Демократической Республикой, однако отношения с Федеративной Республикой Германией в начале были напряжёнными.

#### Новая восточная политика (1970—1989)
Отношения Польши и Западной Германии улучшились после внедрения «Новой восточной политики» Вилли Брандта. Польско-германским договором была подтверждена граница по линии Одер — Нейсе.

#### Отношения после падения коммунизма и объединении Германии (1989—2004)
После падения коммунизма, дипломатические отношения между Польшей и объединенной Германией были в основном положительные. После распада Советского Союза, Германия была инициатором участия Польши в НАТО и вступления её в Европейский Союз. В это время Польша получала выплату репараций времён Второй Мировой войны и эта компенсация распределялась через Фонд польско-немецкого примирения, который поддерживался обоими государствами.

#### Вступление в Европейский Союз (2004 — н. в.)
Германо-польские отношения осложняются, когда поднимаются вопросы Второй Мировой войны и послевоенного принудительного переселения немецких жителей с территорий, отнятых Польшей. Редкие ксенофобные высказывания консервативных политиков из обоих государств, наиболее известными из которых являются Эрика Штайнбах и Ярослав Качиньский, замедляют улучшение отношений.
24 сентября 2013 года Лех Валенса отметил, что стремится увидеть объединение Польши и Германии для улучшения экономики; также он считает, что европейские границы не имеют значения и в будущем будут меняться.
1 сентября 2022 года лидер правящей партии Польши Ярослав Качиньский заявил, что Польша приняла решение официально потребовать от Германии репараций за Вторую мировую войну.
10 декабря 2022 года New York Times охарактеризовал взаимоотношения между странами как ядовитые. Издание сообщило, что Польша дважды меняла решение по поводу размещения на своей территории ЗРК Patriot, принадлежащих Германии. По мнению директора Европейского совета по международным отношениям Яны Пульерин, ухудшались в течение многих лет и наносят реальный ущерб европейскому единству. По её мнению, внутриевропейский разрыв выгоден Владимиру Путину.
3 января 2023 года Reuters со ссылкой на МИД Польши сообщил, что Германия отвергла недавний призыв правительства Польши к огромным репарациям в связи со Второй мировой войной, заявив в ответ на дипломатическую ноту, что вопрос закрыт. Заместитель министра иностранных дел Польши Аркадиуш Муларчик заявил, что ответ Германии показал абсолютно неуважительное отношение к Польше и полякам и заявил что диалог с Германией о компенсации продолжится через международные организации.

## Резидентские дипломатические миссии

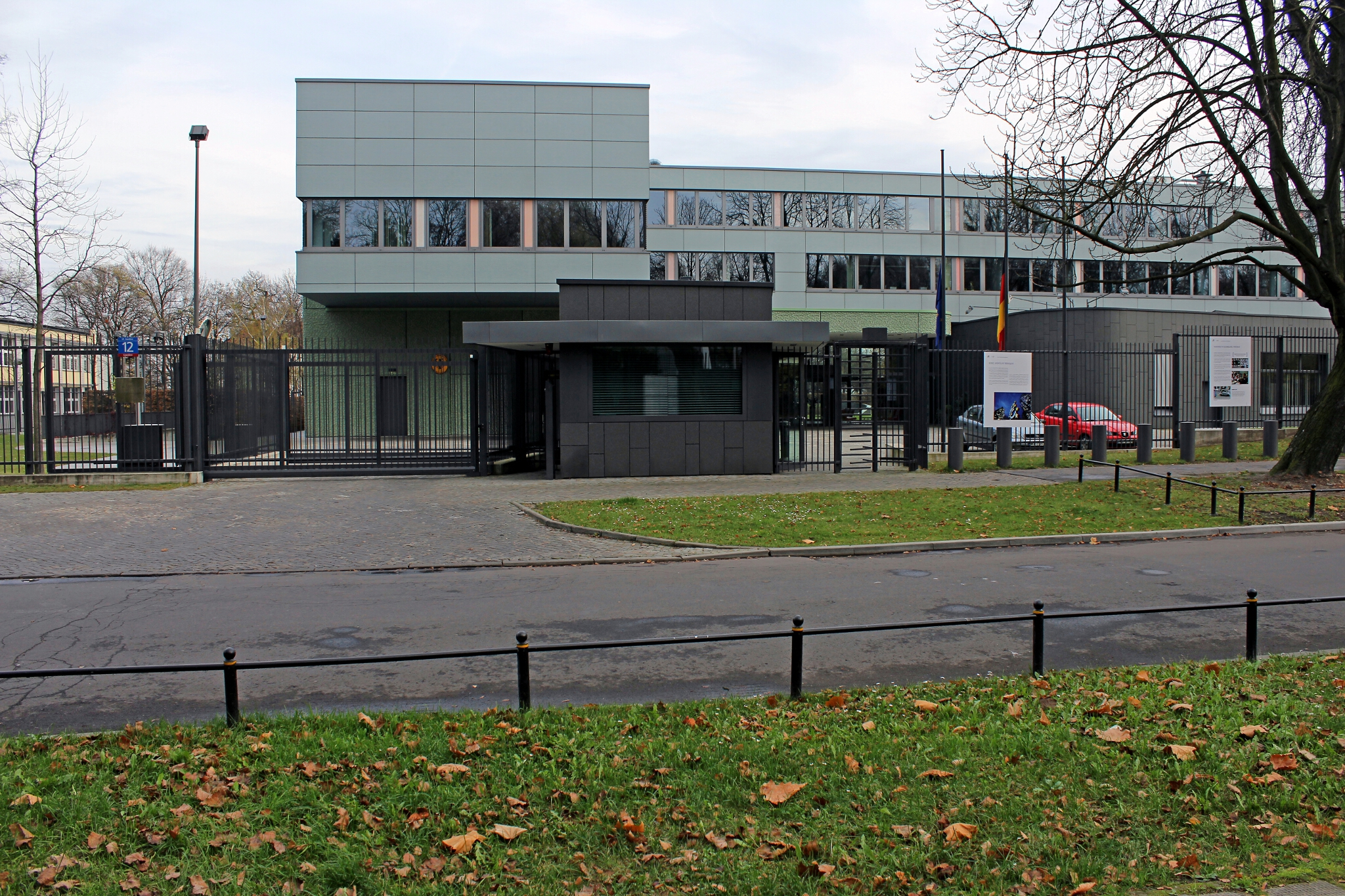
Посольство Германии в Варшаве
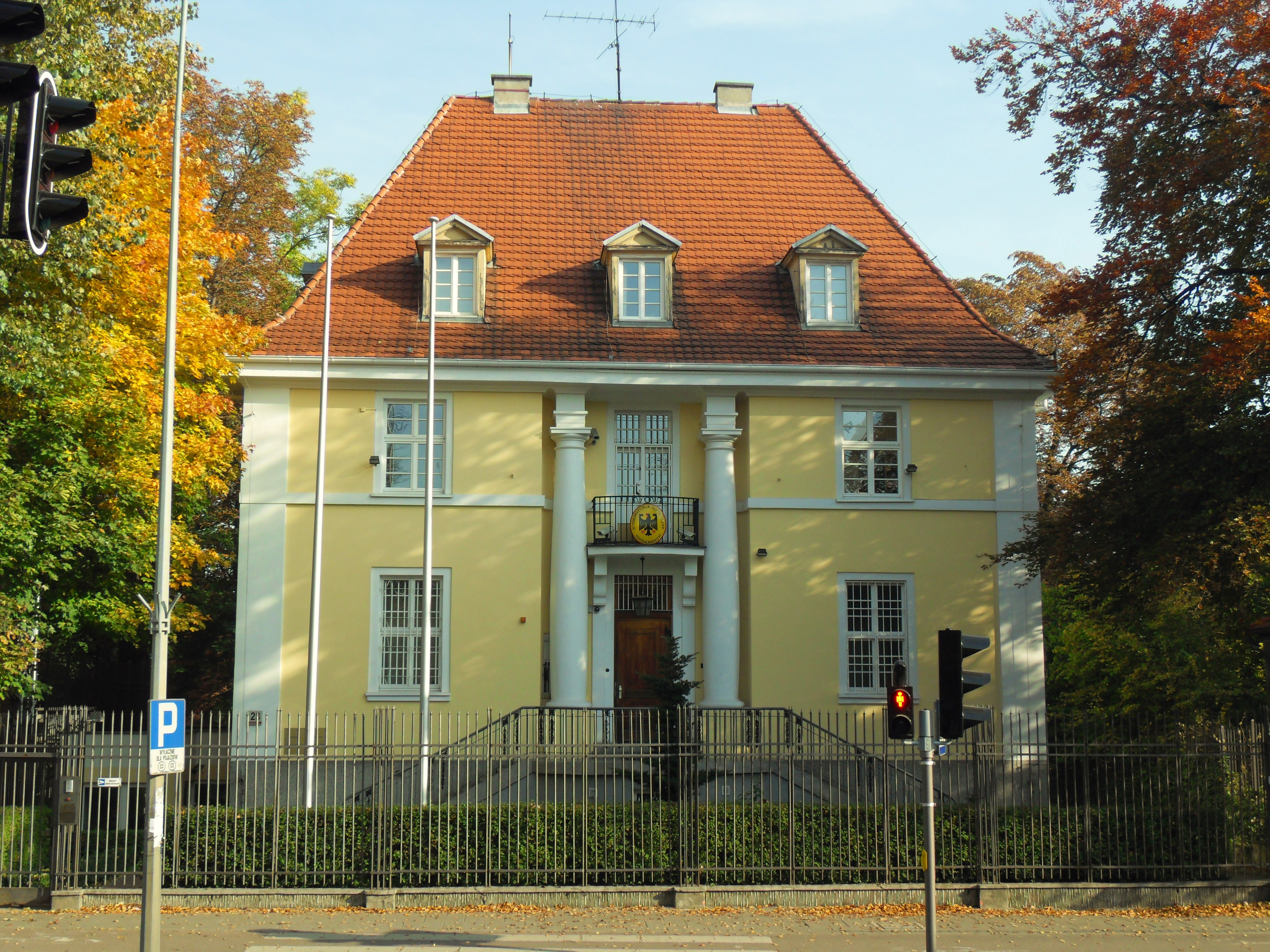
Генеральное консульство Германии в Гданьске
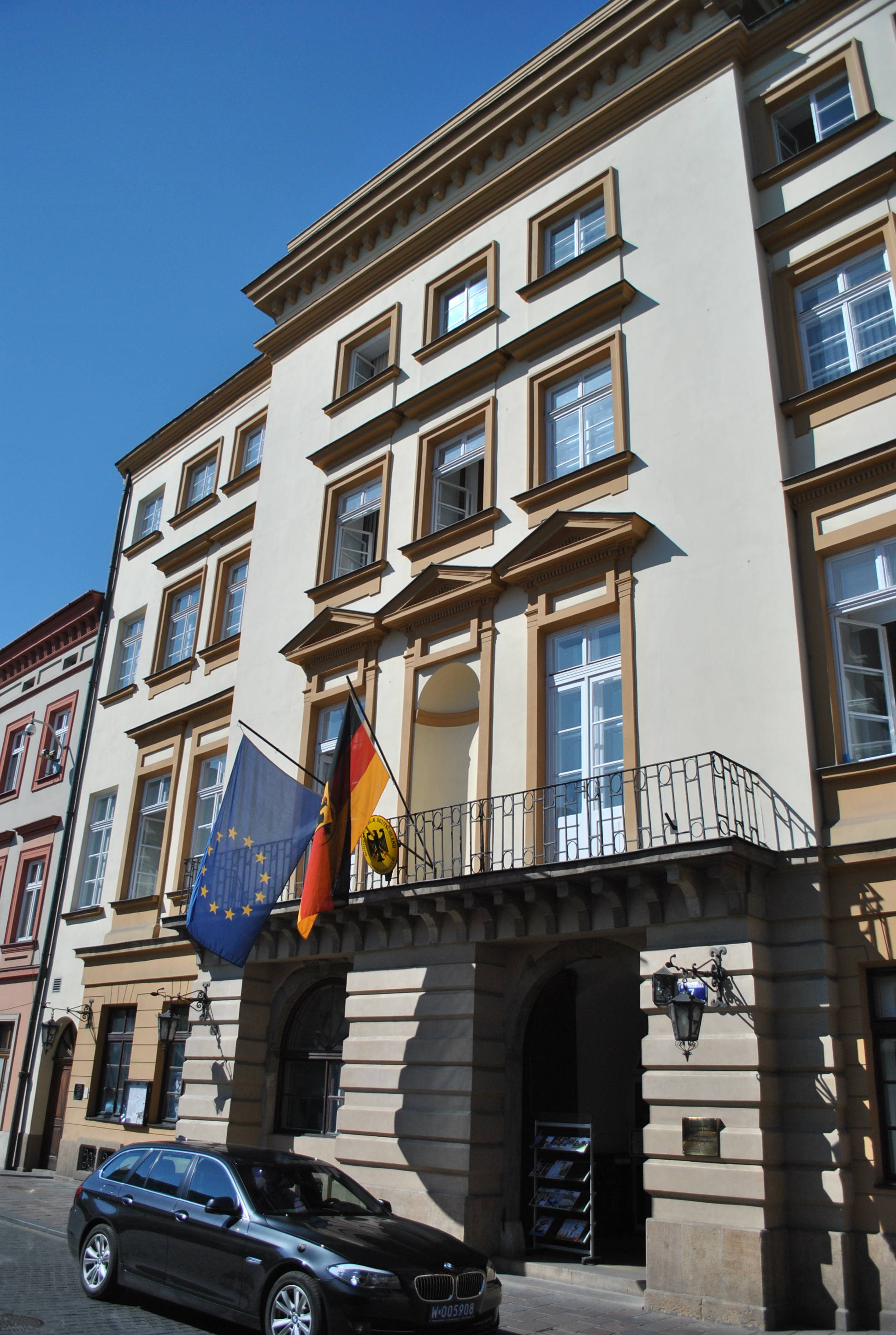
Генеральное консульство Германии в Кракове
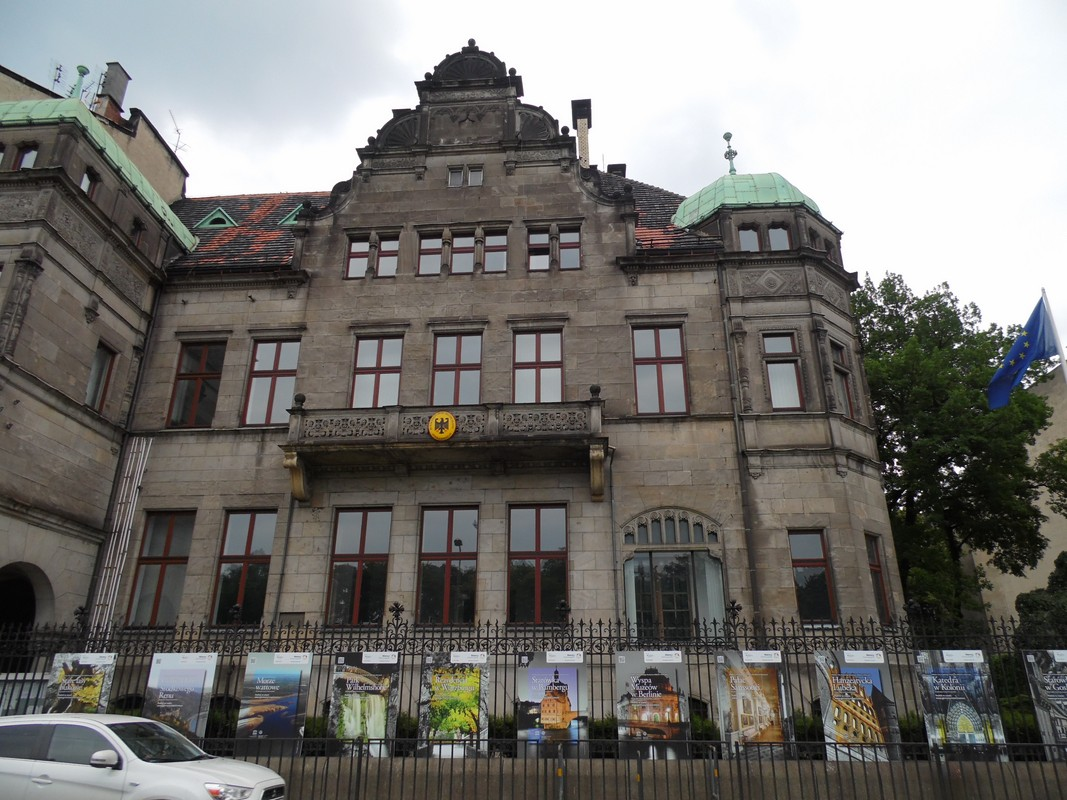
Генеральное консульство Германии во Вроцлаве
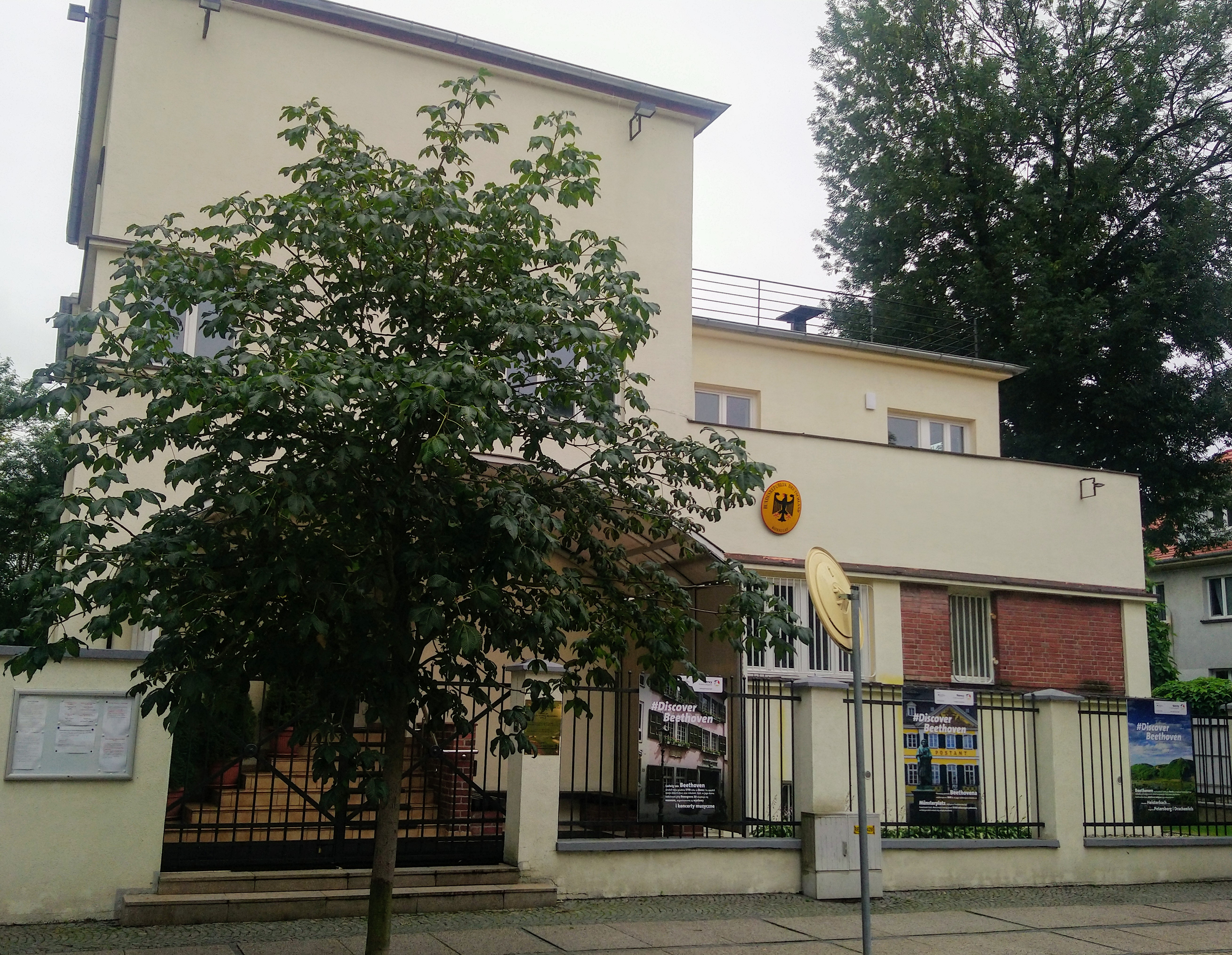
Консульство Германии в Ополе

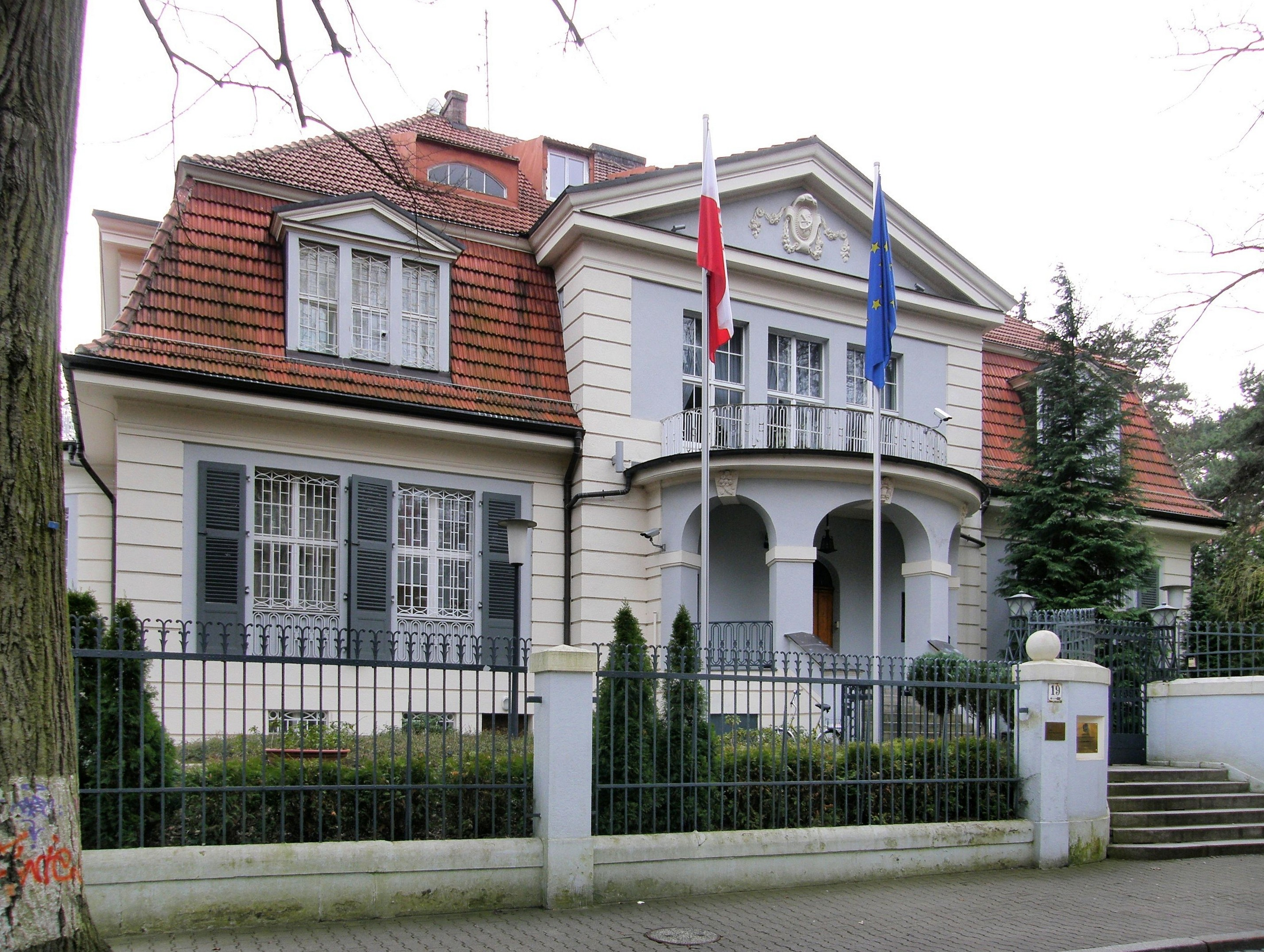
Посольство Польши в Берлине
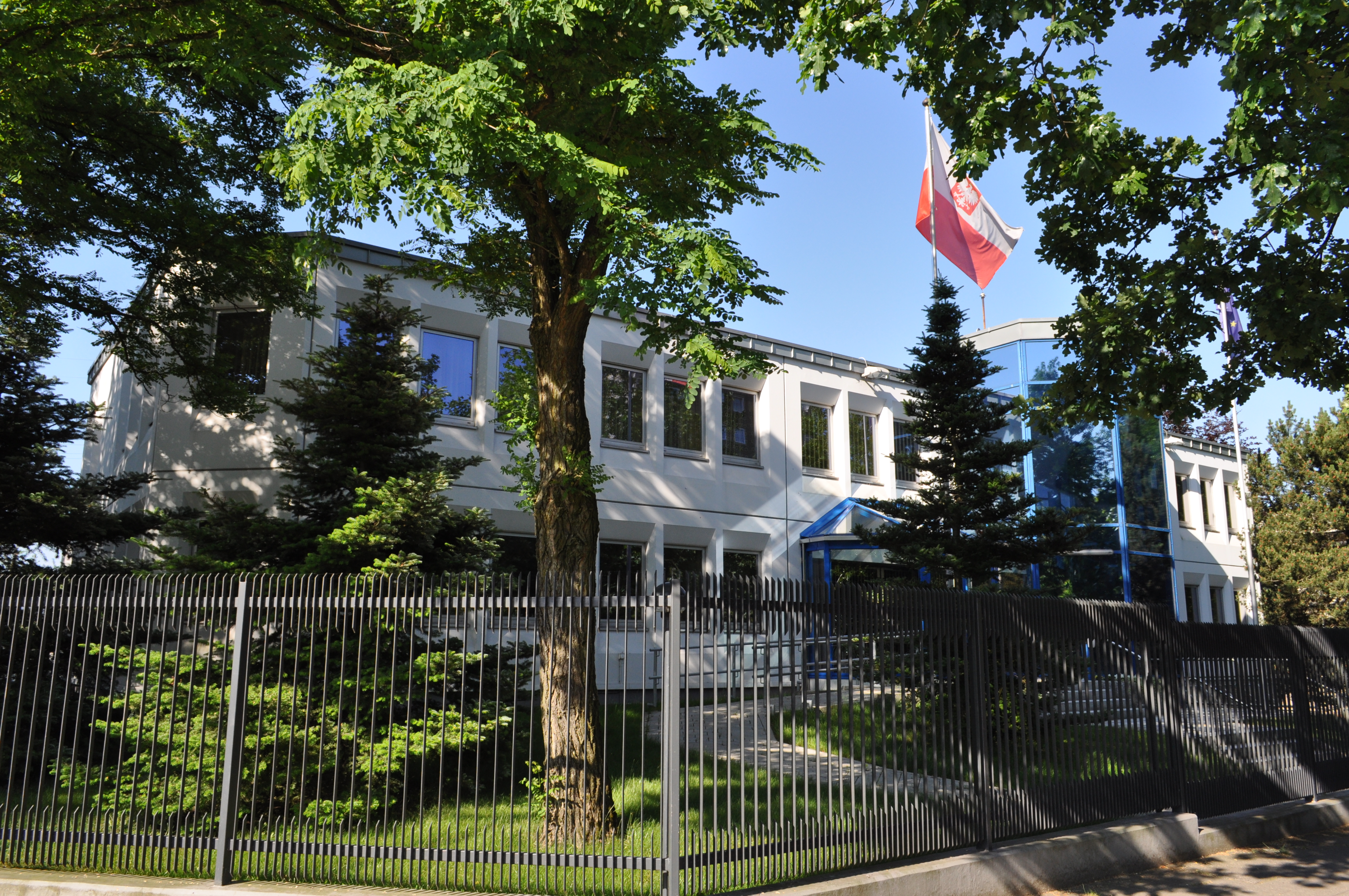
Генеральное консульство Польши в Гамбурге
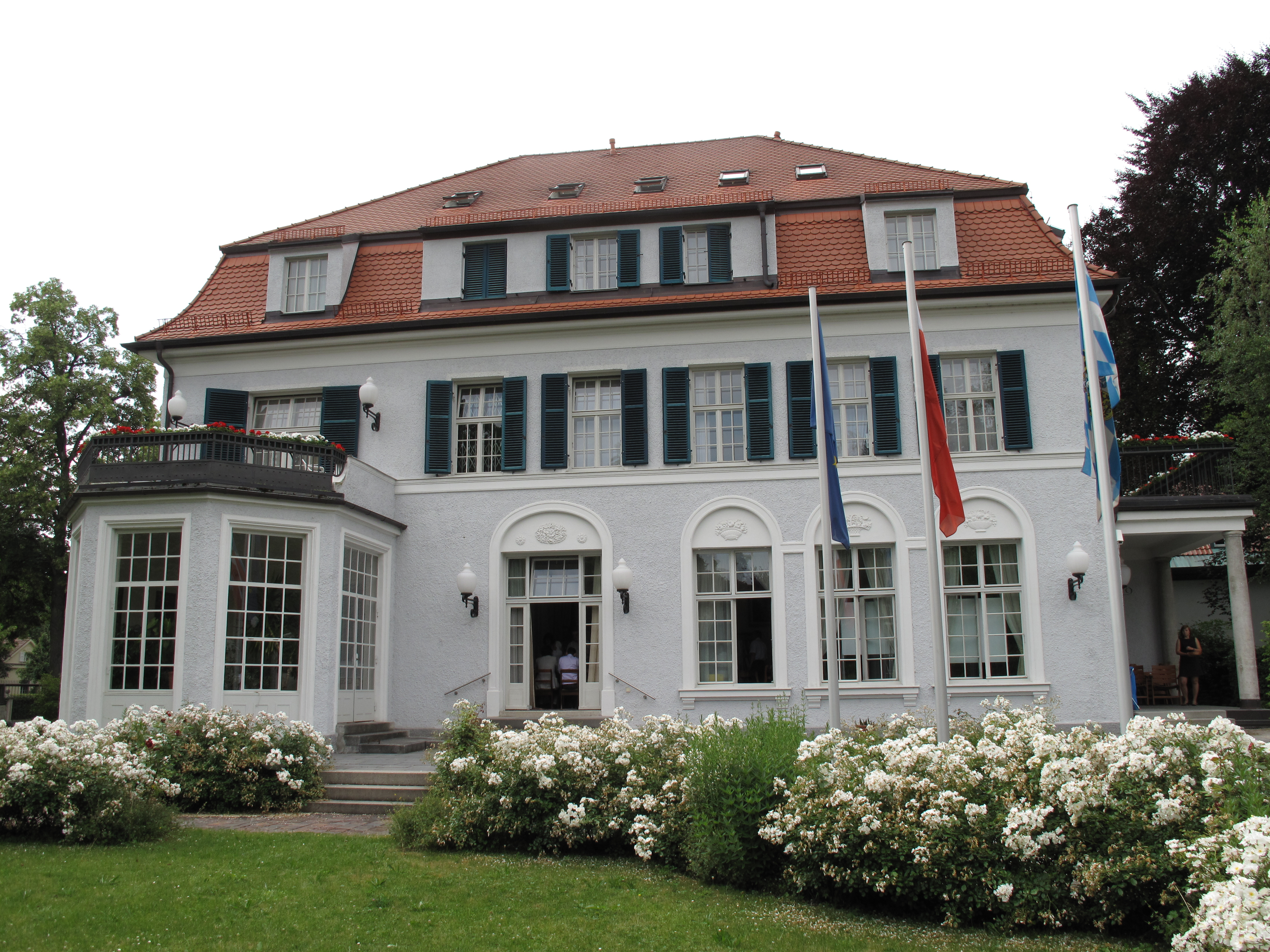
Генеральное консульство Польши в Мюнхене